# Design für Alle
Design für Alle (DfA) ist ein Konzept für die Planung und Gestaltung von Produkten, Dienstleistungen und Infrastrukturen, mit dem Ziel, allen Menschen deren Nutzung ohne individuelle Anpassung oder besondere Assistenz zu ermöglichen. Konkret sind damit Lösungen gemeint, die besonders gebrauchsfreundlich und auch bei individuellen Anforderungen, z. B. aufgrund des Alters oder einer Behinderung, benutzt werden können. Das Konzept berücksichtigt dabei, dass die Design-für-Alle-Lösungen von den Konsumenten als komfortabel und attraktiv wahrgenommen werden.

## Konzept
Design für Alle beschreibt einen Gestaltungsprozess, der darauf abzielt, Zugänglichkeit, Nutzbarkeit und Erlebbarkeit für möglichst alle Menschen zu erreichen. Dies bedeutet, dass die gebaute Umwelt, Produkte und Dienstleistungen so gestaltet sein sollen, dass sie die Bandbreite menschlicher Fähigkeiten, Fertigkeiten, Bedürfnisse und Vorlieben berücksichtigen, ohne Nutzer durch Speziallösungen zu stigmatisieren.
Die Idee des Design für Alle hat ihren Ursprung sowohl im skandinavischen Funktionalismus der 1950er Jahre als auch im ergonomischen Design der 1960er Jahre.
Das in Deutschland etablierte Konzept der Barrierefreiheit bezog sich ursprünglich auf die gleichberechtigte Teilhabe behinderter Menschen am gesellschaftlichen Leben und wurde erst später auch auf andere Zielgruppen ausgedehnt. Das Konzept des Design für Alle zielt dagegen von Anfang an auf eine Inklusion aller potenziellen Nutzer in Bezug auf die Gestaltung unserer Umwelt sowie die Teilnahme an wirtschaftlichen, sozialen, kulturellen und Freizeitaktivitäten ab.
Neben Design für Alle und Barrierefreiheit existieren noch weitere Konzepte, die ähnliche Ziele verfolgen, wie Universal Design (USA, Japan) oder Inclusive Design (UK). Design für Alle unterscheidet sich von diesen Ansätzen durch die zusätzliche Berücksichtigung des Entstehungsprozesses (Entwicklungsprozess, Nutzerorientierung und Nutzereinbindung) und der Marktorientierung (Gestaltung und Vertrieb).

## Kriterien
Alltagsprodukte, die im Sinne des Design für Alle konzipiert werden, sollten sich durch folgenden Kriterien auszeichnen:
- Gebrauchsfreundlichkeit: Produkte so gestalten, dass sie einfach und sicher nutzbar sind
- Anpassbarkeit: Produkte so entwickeln, dass unterschiedliche Nutzer sie an ihre individuellen Bedürfnisse anpassen können
- Nutzerorientierung: Nutzer und deren Perspektiven frühzeitig im Entwicklungsprozess berücksichtigen
- Ästhetische Qualität: Nur attraktive Produkte können Alle erreichen
- Marktorientierung: Produkte breit positionieren, um das gesamte Marktpotenzial optimal auszuschöpfen.

## Gesellschaftlicher Kontext
Der demographische Wandel, in Form von z. B. stetiger Alterung der Gesellschaft durch Geburtenrückgänge und zunehmende Lebenserwartung, führt in den Industrienationen zu einem veränderten Anforderungsprofil an Produkte, Dienstleistungen und Infrastrukturen. Mit der Alterung der Gesellschaft steigt zudem die Zahl von Menschen mit Behinderungen und dauerhaften oder zeitweiligen Einschränkungen.
Design für Alle will jedoch nicht nur eine Antwort auf eine sich verändernde Gesellschaft sein, zu der auch beispielsweise die erhöhte Mobilität der Bevölkerung, die Zuwanderung neuer Bevölkerungsgruppen mit neuen Anforderungsprofilen, die Zunahme an Allergien und Unverträglichkeiten zählen. Design für Alle möchte auch Lösungen zur Inklusion von bislang wenig beachteten Nutzergruppen bieten. Dazu zählen auch kinderfreundliche Anwendungen, Produkte für Rechts- und Linkshänder sowie Produkte und Anwendungen, die sich an Frauen in der Arbeitswelt wenden.

## Anwendungsbeispiele

### Produkte
- flacher Stecker, der gut hinter Möbel passt und sich leicht aus der Steckdose hebeln lässt
- einhändig nutzbare Salatschleuder
- Weinetikett mit zusätzlicher Braille-Beschriftung
- Sparschäler für Rechts- und Linkshänder nutzbar
- mittels Disability Game Studies entwickelte Spiele

### Dienstleistungen
- barrierefreie Hotels
- barrierefreie öffentliche Gebäude
- hindernisfrei-anpassbare Wohnungen
- barrierefreie Haltestellen

### Infrastrukturen
- kontrastreiche Schiebetür
- Niederflurbus

## Politik und Gesetzgebung

### Deutschland
Im Unterschied zum Konzept der Barrierefreiheit ist Design für Alle in Deutschland nicht gesetzlich verankert.
Barrierefreiheit ist in Deutschland in Landesbauordnungen und Normen (z. B. DIN 18040) technisch-funktional definiert. Es werden Abmessungen, Neigungen, Kontraste und die Notwendigkeit des Ansprechens verschiedener Sinne festgelegt, um eine barrierefreie, d. h. eigenständige Nutzung von Produkten bzw. Einrichtungen zu ermöglichen. Ästhetische Aspekte der Gestaltung einer Vorrichtung zur Erreichung von Barrierefreiheit spielen hierbei keine Rolle.
Design für Alle steht nicht im Widerspruch zur Definition der Barrierefreiheit, sondern berücksichtigt zusätzlich gestalterische und ästhetische Aspekte. Design für Alle erstreckt sich auch auf Produkte und Umweltbereiche, die von Normen der Barrierefreiheit nicht betroffen sind.
Außerhalb des gesetzlichen Regelungsbereichs und der Normen gibt es Ansätze in der Politik zur Umsetzung von Design für Alle, wie den Nationalen Aktionsplan der Bundesregierung zur Umsetzung der UN-Behindertenrechtskonvention aus dem Jahr 2011. Im Nationalen Aktionsplan verpflichtet sich die Bundesregierung dazu, geeignete Maßnahmen für Design für Alle zu ergreifen. Auf dieser Grundlage gab das Bundeswirtschaftsministerium im Jahr 2012 eine Studie für deutsche Unternehmen zur Umsetzung von Design für Alle in der Unternehmenspraxis in Auftrag.

### Europäische Union
Gemäß der Europäischen Richtlinie 2004/18/EG soll Design für Alle auch im Vergaberecht der einzelnen Mitgliedsstaaten berücksichtigt werden. Die EU-Kommission spricht darin die Empfehlung aus, Design für Alle als Bedingung in öffentlichen Ausschreibungen einzuführen.

## Forschung und Lehre
In Europa wird Design für Alle bislang an keiner Hochschule als grundlegende Planungswissenschaft gelehrt. Punktuell werden Seminare und Workshops an Hochschulen oder im Rahmen von Forschungsprojekten durchgeführt. Als Beispiele in Deutschland können die Universität der Künste Berlin und die Akademie für Gestaltung der Handwerkskammer Münster genannt werden.

## Akteure und Netzwerke
Das Kompetenznetzwerk Design für Alle - Deutschland e.V. (EDAD) vereint Wissenschaftler und Praktiker aus unterschiedlichen Bereichen, die sich mit dem Thema Design für Alle befassen. EDAD ist Mitglied im europäischen Netzwerk EIDD-Design for All Europe, dessen Mitgliedsorganisationen in 23 europäischen Staaten vertreten sind. Die Design for All Foundation mit Sitz im spanischen Barcelona fördert das Thema Design für Alle mit besonderem Fokus auf Wirtschaftsunternehmen. Das European Concept for Accessibility Network (EuCAN) ist ein europäisches Expertennetzwerk mit Sitz in Luxemburg, das sich mit dem Thema Zugänglichkeit und Design für Alle befasst.

## Preise/Awards/Labels
Die in Barcelona gegründete Design for All Foundation vergibt seit 2010 jährlich den internationalen Design for All Foundation Award for Good Practices in der Umsetzung des Design für Alle. Der Zentralverband Sanitär Heizung und Klima (ZVSHK) vergibt seit 2013 den Produkt-Award Badkomfort für Generationen für herausragende Badlösungen im Sinne des Design für Alle. Das Land Brandenburg lobt im Jahr 2014 erstmals den Inklusionspreis für Produkte im Bereich Tourismus, Freizeit, Sport und Kultur aus, die dem Konzept des Design für Alle entsprechen. Die Europäische Kommission vergibt seit 2010 jährlich den Access City Award an europäische Städte, die sich durch besondere Virtuosität im Schaffen von Zugänglichkeit zu gebauter Umwelt und öffentlichen Bereichen, Verkehr und dazugehörigen Infrastrukturen, Information und Kommunikation einschließlich neuer Technologien sowie öffentlichen Einrichtungen und Dienstleistungen für Alle auszeichnen.
Design for All Italia vergibt derzeit als einziger nationaler Design-für-Alle-Verband in Europa ein design-for-all label.

## Publikationen
- Aragall/Neumann/Sagramola: Design für Alle und Tourismus. ECA 2017, Berlin/Münster, 2017.
- Aragall/Neumann/Sagramola: Design für Alle erfolgreich umsetzen – von der Theorie zur Praxis. ECA 2013, Berlin/Münster, 2013.
- Aragall/Neumann/Sagramola: ECA für Verwaltungen. Berlin/Münster 2008 ECA 2008, ECA 2013, ECA 2017 zum Download (European Concept for Accessibility).
- Bieling: Inklusion als Entwurf. Teilhabe orientierte Forschung über, für und durch Design. Birkhäuser, Basel, 2019. ISBN 978-3035620207
- Bundesministerium für Arbeit und Soziales BMAS (Hrsg.): Unser Weg in eine inklusive Gesellschaft. Der Nationale Aktionsplan der Bundesregierung zur Umsetzung der UN-Behindertenrechtskonvention. Rostock 2011.
- IDZ: Design für Alle. In: Bundesministerium für Wirtschaft und Technologie/Bundesministerium für Familie, Senioren, Frauen und Jugend (Hrsg.): Wirtschaftsfaktor Alter. Faktenblatt. 3, April 2010.
- Klein-Luyten/Krauß/Meyer/Scheuer/Weller: Impulse für Wirtschaftswachstum und Beschäftigung durch Orientierung von Unternehmen und Wirtschaftspolitik am Konzept Design für Alle. Gutachten im Auftrag des BMWi. 2009.
- Neumann/Rebstock u. a. (Hrsg.): Von Barrierefreiheit zum Design für Alle – Erfahrungen aus Forschung und Praxis. Arbeitsberichte der Arbeitsgemeinschaft Angewandte Geographie Münster e.V. Heft 38, Münster 2009.
- Neumann/Knigge/Iffländer/Kesting: Entwicklung handlungsleitender Kriterien für KMU zur Berücksichtigung des Konzepts Design für Alle in der Unternehmenspraxis. Studie im Auftrag des Bundesministeriums für Wirtschaft und Energie. 2014.